# Gosławszczyzna
Gosławszczyzna (biał. Гаслаўшчына, Hasłauszczyna; ros. Гославщина, Gosławszczina) – wieś na Białorusi, w obwodzie brzeskim, w rejonie lachowickim, w sielsowiecie Nacza.

## Historia
W dwudziestoleciu międzywojennym leżała w Polsce, w województwie nowogródzkim, w powiecie baranowickim, w gminie Lachowicze. W 1921 miejscowość liczyła 157 mieszkańców, zamieszkałych w 32 budynkach, w tym 148 Polaków i 9 Białorusinów. 139 mieszkańców było wyznania rzymskokatolickiego i 18 prawosławnego.
Po II wojnie światowej w granicach Związku Sowieckiego. Od 1991 w niepodległej Białorusi.

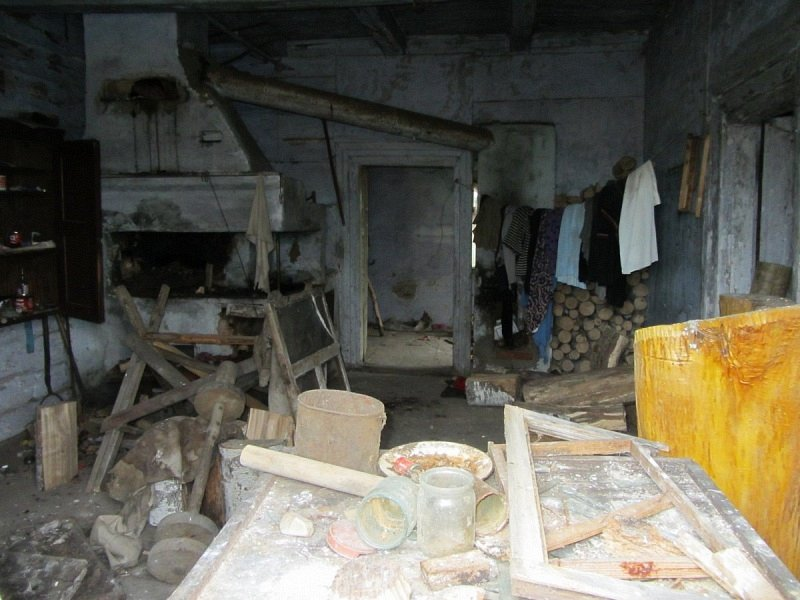
ruiny dworu
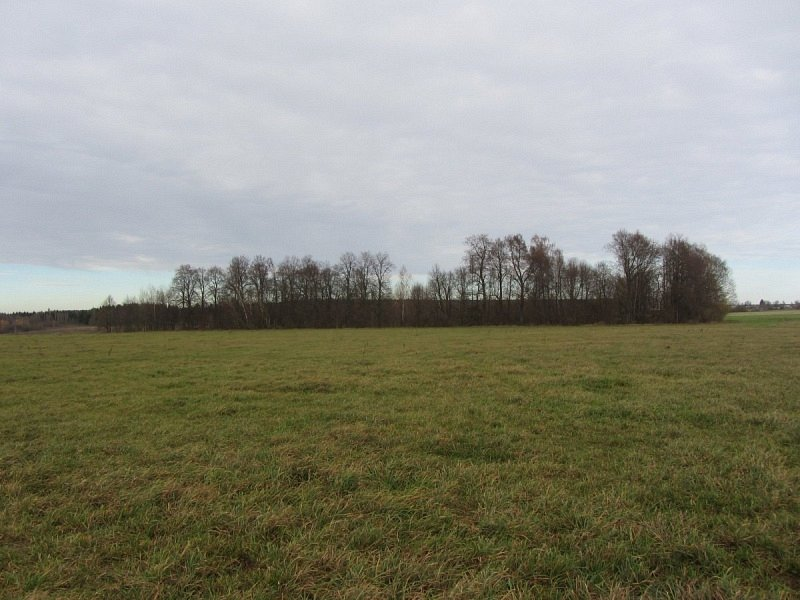
dawny park dworski